# Geschichte des Snookers

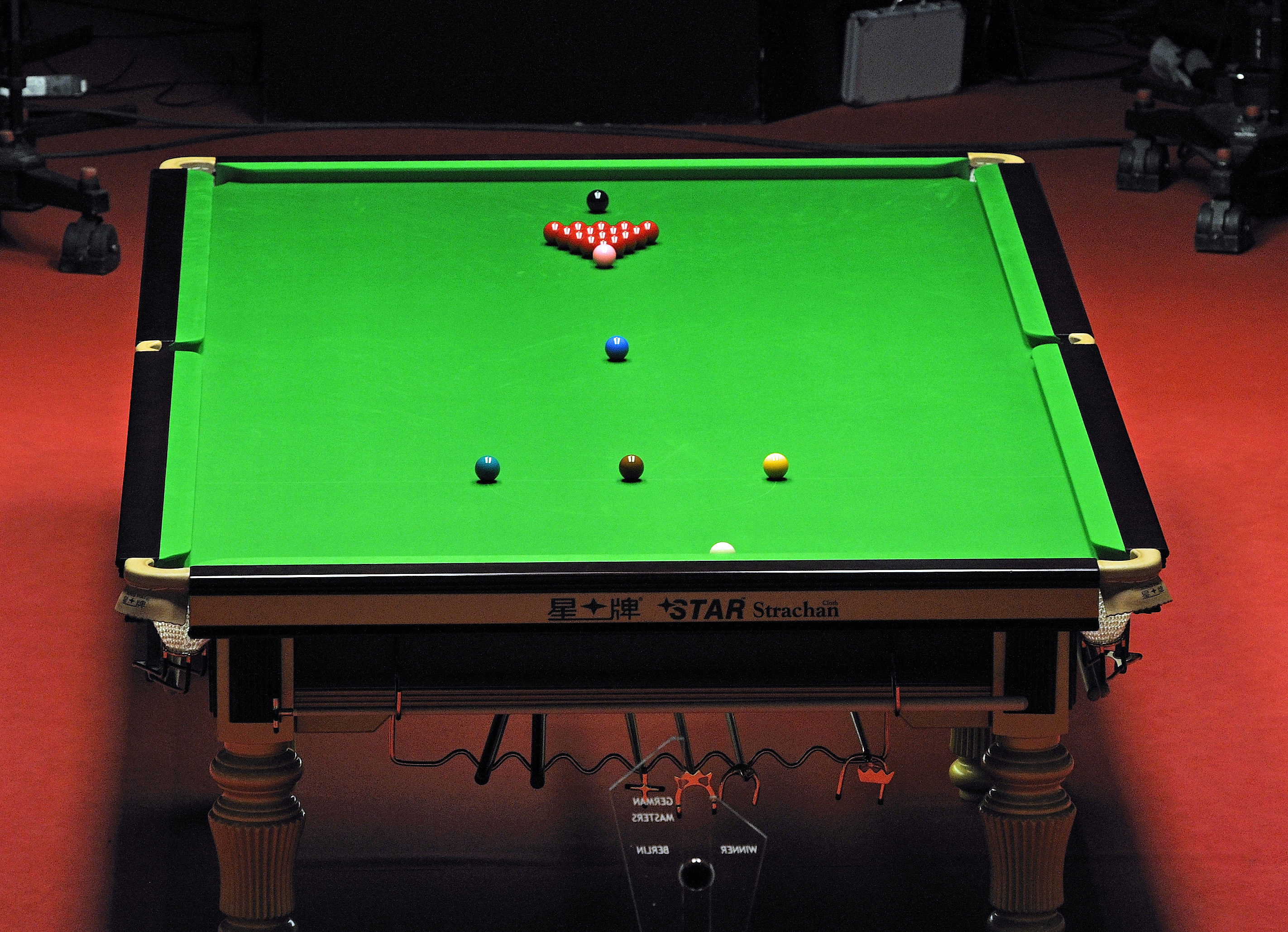
Ein Snookertisch

Die Geschichte der Billardvariante Snooker begann in der zweiten Hälfte des 19. Jahrhunderts, als die Sportart wahrscheinlich in Britisch-Indien von Neville Francis Fitzgerald Chamberlain aus dem Black Pool oder aus dem Spiel Pyramids entwickelt wurde. Nachdem sich das Spiel bei den in Indien stationierten britischen Soldaten großer Beliebtheit erfreute, wurde es in den 1880er-Jahren auch in Großbritannien eingeführt. Die Popularität stieg ständig, sodass in den 1910er-Jahren erste höhere Breaks gespielt und erste Turniere wie die English Amateur Championship ausgetragen wurden. 1927 folgte die erste Snookerweltmeisterschaft. Bis in die 1940er-Jahre dominierte Joe Davis dieses Championat. Ab 1946 verzichtete er auf weitere Teilnahmen und stellte damit die Berechtigung der Weltmeisterschaft infrage, woraufhin die stark gestiegene Popularität des Snookers abnahm.
Die folgenden Jahrzehnte waren spielerisch vor allem durch Fred Davis und John Pulman geprägt; ein von den Spielern organisiertes Turnier löste nach einem Streit mit dem damaligen Weltverband die Weltmeisterschaft ab. Später wurde die auch wegen gesunkener Popularität des Sports zeitweise eingestellte Weltmeisterschaft in Form von Herausforderungsduellen wiederbelebt. Nachdem 1968 mit der World Professional Billiards & Snooker Association ein neuer Weltverband gegründet und kurz darauf die WM wieder im K.-o.-System ausgetragen wurde, begann 1969 die BBC mit der Übertragung des Snookerturniers Pot Black, wodurch die Beliebtheit des Sports rapide zunahm. In den 1970er-Jahren wurde die TV-Übertragung auch dank neuer Turniere wie dem Masters weiter verstärkt, während sportlich gesehen das Jahrzehnt vor allem durch Ray Reardon, John Spencer und Publikumsliebling Alex Higgins geprägt wurde. In den 1980er-Jahren wurde der Snookersport weiter professioneller, was sich beispielsweise in den ersten offiziell anerkannten Maximum Breaks zeigte, während weiterhin der Sport immer beliebter wurde und durch Matchroom Sport auch weltweit verschiedene professionelle Snookerturniere ausgetragen wurden.
Während Steve Davis die 1980er-Jahre dominierte, übernahm diese Rolle in den 1990er-Jahren Stephen Hendry, der mit Jimmy White einen weiteren Publikumsliebling als stärksten Gegner hatte. 1992 wurde die Profitour für alle Spieler gegen ein Eintrittsgeld geöffnet, während Hendry von dem aus Ronnie O’Sullivan, John Higgins und Mark Williams bestehenden goldenen Jahrgang ebenfalls abgelöst wurde. 1998 wurde die World Confederation of Billiard Sports als Billardweltverband offiziell vom Internationalen Olympischen Komitee anerkannt. Zu Beginn des neuen Jahrtausends fiel durch das Tabakwerbeverbot eine Haupteinnahmequelle des professionellen Snookers weg, sodass der Snookersport zu schrumpfen begann. Erst die Übernahme der WPBSA und später von World Snooker durch Barry Hearn 2009/2010 verbesserte die Lage des Snookers allmählich, beispielsweise durch die Steigerung der Zahl der Turniere mit Einfluss auf die Snookerweltrangliste von sechs auf über zwanzig.

## Vorgeschichte
Snooker ist eine Variante des Billardspiels, das wahrscheinlich seinen Ursprung in dem Rasenspiel Krocket hat. Während des 17. Jahrhunderts wurde Billard auf taschenlosen Tischen in Europa gespielt. Durch verschiedene Weiterentwicklungen der Queues, beispielsweise durch das Verändern der Form ebenjener oder durch das Hinzufügen eines Pomeranze genannten Lederplättchens an der Spitze des Queues, wurden Billardvarianten wie English Billiards oder verschiedene Poolbillardvarianten in der zweiten Hälfte des 19. Jahrhunderts in Großbritannien und seinen Kolonien immer beliebter. Nach und nach gab es verschiedene, immer besser werdende Spieler, sodass sie immer höhere Breaks und immer neuere Stöße spielten beziehungsweise entwickelten, bis seitens der Offiziellen versucht wurde, dies durch Regeln zu begrenzen.

## Entwicklung und erste Jahre

### Chamberlain als Erfinder des Snookers

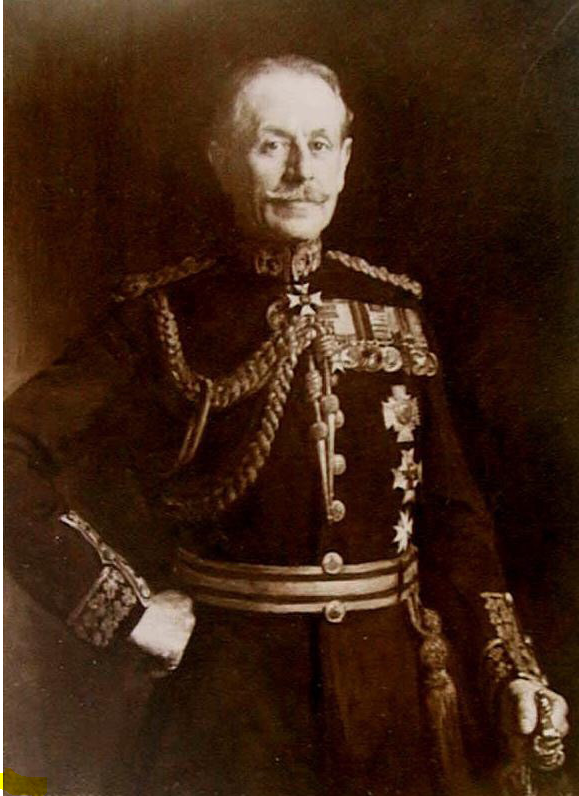
Neville Francis Fitzgerald Chamberlain (1856–1944)

Die heute allgemein akzeptierte und am weitesten verbreitete Geschichte über die Erfindung des Snookersports basiert auf einem am 19. März 1938 in The Field erschienenen Artikel, in dem der britische Oberleutnant Neville Francis Fitzgerald Chamberlain behauptete, das Snookerspiel entwickelt zu haben. Damit reagierte der zu diesem Zeitpunkt bereits 82 Jahre alte Chamberlain auf einen in derselben Zeitung erschienenen Artikel, nach dem Snooker in der Royal Military Academy Woolwich erfunden worden sei. Chamberlains Behauptung wurde ein Jahr später von dem Autor Compton Mackenzie in der Zeitung The Billiard Player unterstützt, der Chamberlains Version als „unumstößlichen Beweis“ bezeichnete. Gemäß dieser Version diente Chamberlain 1875 im damaligen Devonshire Regiment in der damals zu Britisch-Indien gehörenden Stadt Jabalpur. Auf einem Billardtisch in einem dortigen Offizierskasino habe er mit dem Spiel Black Pool experimentiert, das mit fünfzehn Roten und einer Schwarzen gespielt wird, indem er zusätzlich farbige Bälle dem Spiel hinzufügte.
Später diente Chamberlain in einem anderen Regiment in einer Hill Station in Ootacamund, in deren Club erstmals Snookerregeln aufgeschrieben und ausgehängt wurden. Wahrscheinlich 1885 machte ein englischer English-Billiard-Spieler mit Chamberlain und dem Snookerspiel Bekanntschaft, das er anschließend in Großbritannien verbreitete. Dieser Spieler wird häufig mit John Roberts Jr. identifiziert.

### Kritik und andere Versionen

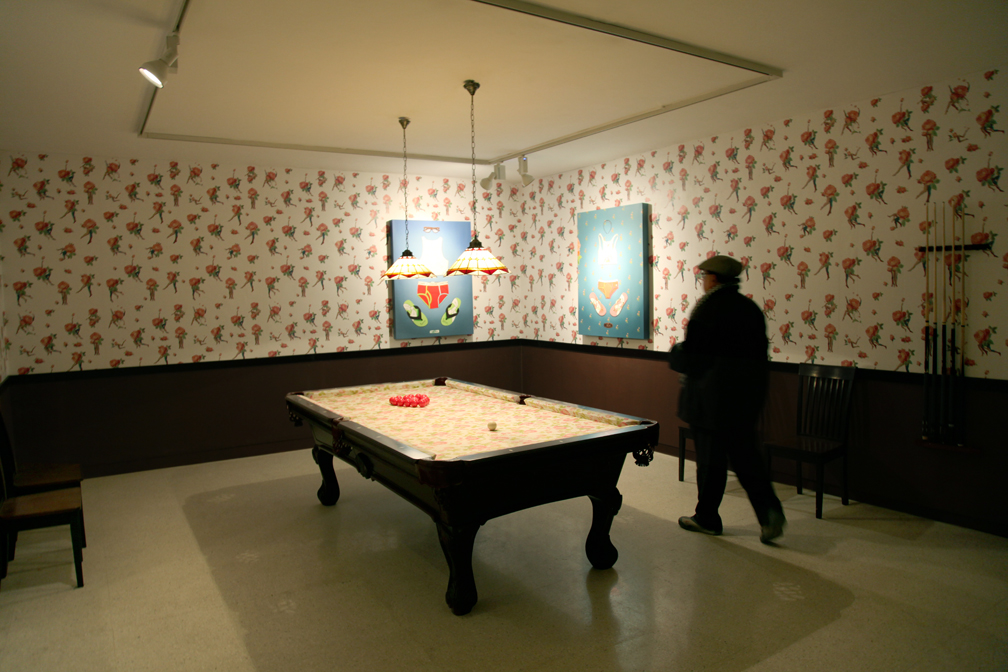
Spielaufbau des Pyramids

Einer der frühesten Nachweise für eine dem modernen Snookersport ähnliche Sportart ist ein Brief eines Captain Sheldrick vom 2. Februar 1886, der von einem in einem Club in Rangun – das damals zu Britisch-Indien gehörte und damit unter Kontrolle der britischen Armee stand – gespielten Spiel namens Snookers berichtete, das ebenfalls mit fünfzehn, in einer Dreiecksform angeordneten roten Bällen sowie je einer Gelben, Grünen, Braunen und Schwarzen gespielt wurde. Im Gegensatz zum modernen Snooker wurde zudem Snookers als eine Art Glücksspiel gespielt, was seine damalige Popularität erklären könnte. Erste Nachweise für ein snookerähnliches Spiel in Großbritannien gibt es aus den Jahren 1887 und 1889, in denen jeweils von einem Spiel mit dem Namen Snooker’s Pool gesprochen wird, das als „amüsante Variante des Spiels Pyramids“ bezeichnet wird. Dabei lag gemäß dieser beiden Quellen das Urheberrecht auf die Regeln des Sports zu dieser Zeit bei dem Billardtischhersteller Burroughes & Watts, während ebenso ein unbedeutender Profispieler namens John Dowland Regeln entwickelt haben soll. Ebenjenem John Dowland wurde kurze Zeit später mehrfach auch die Erfindung der Sportart zugeschrieben, was aber durch die Quellenlage und fehlende Beweise über Dowlands Einfluss auf den Snookersport vor dem von Chamberlain als nicht nachweisbar gilt.
Sowohl Sheldricks Snookers als auch das in Großbritannien beschriebene Snooker’s Pool weisen eine große Ähnlichkeit mit dem modernen Snooker auf, was allerdings nicht auf die Variante zutrifft, deren Erfindung Chamberlain sich zuschreibt. In dem Brief an die Zeitung The Field behauptete er, dass er dem häufig gespielten Black Pool zunächst einen weiteren farbigen Ball und später weitere unterschiedliche Bälle zufügte. Allerdings wurde Black Pool nach anderen Quellen mit einer größeren Menge an Leuten gespielt, die jeweils ihren eigenen farbigen Spielball hatten, mit dem sie zunächst versuchten, die gegnerischen Spielbälle und dann die „neutrale“ Schwarze zu lochen. Das war in Bezug auf Chamberlains Version insofern ein Problem, als weder ein alleiniger Spielball noch die große Anzahl roter Bälle existierten. Im Gegensatz zu Black Pool hatte das ebenfalls zu dieser Zeit bereits gespielte Pyramids, das unter diesem Namen bei den Quellen aus Großbritannien sowie als Shell-Out im Brief von Captain Sheldrick jeweils erwähnt wird, sowohl die aus 15 Roten bestehende „Pyramide“ als auch einen alleinigen Spielball, weshalb es wahrscheinlich ist, dass Snooker aus Pyramids anstatt aus dem Black Pool hervorging.

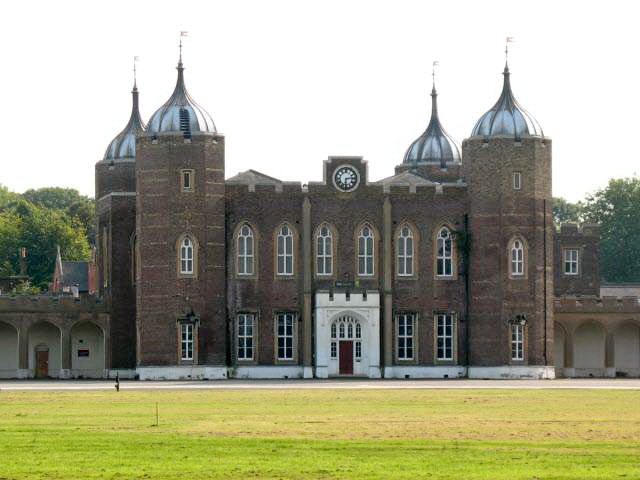
Ein Gebäude der Royal Military Academy Woolwich

Nachdem Chamberlain sich selbst als Erfinder des Snookers bezeichnet hatte, unterstützten ihn verschiedene Militärs mit Briefen, in denen sie ihre Erinnerungen zumeist aus einem Zeitraum zwischen 1884 und 1886 schilderten. Allerdings ist das beschriebene Spiel dem von Captain Sheldrick beschriebenen, auf Pyramids basierenden Snookers ähnlich. Da sich binnen dieser Zeit das Spiel nicht derart weiterentwickelt haben kann, ist es unwahrscheinlich, dass das von Chamberlain 1875 entwickelte Spiel mit diesem identisch ist. Zudem sagte Chamberlain später aus, dass sich sein 1875 entwickeltes Spiel schnell ausbreitete und beliebt war, allerdings soll es dem Central-India-Horse-Regiment, dem Chamberlain von 1876 bis 1878 und später ab 1884 angehörte, unbekannt gewesen sein. Als Chamberlain erneut dem Regiment beitrat, warb er für ein neues Spiel namens Snooker und Snookers, das eben dem von Captain Sheldrick beschriebenen Spiel ähnelte. Der Snooker-Historiker Peter Ainsworth spekuliert daran anschließend, ob Chamberlain das von ihm erfundene Spiel um 1980 mit Sheldricks Spiel „ausgetauscht“ haben könnte.
Vor Chamberlains Behauptung zur Erfindung des Snookersports gab es Spekulationen darüber, ob Snooker von einem Colonel Snooker der Royal Artillery in der englischen Royal Military Academy Woolwich entwickelt wurde. Allerdings gibt es keine Beweise dafür, dass Snooker vor Mitte der 1880er-Jahre in Großbritannien und speziell in London bekannt war oder gar gespielt worden war. Zudem spricht sowohl gegen eine Erfindung in der Royal Military Academy Woolwich als auch gegen eine Erfindung in Ootacamund vor der Ankunft von Chamberlain, dass beide Orte häufig von externen Personen besucht wurden und somit sich das Spiel jeweils ausgebreitet hätte, ohne dass Chamberlain damit in Verbindung gebracht worden wäre. Gemäß Chamberlain führten er, Oberstleutnant George T. Pretyman – im Übrigen ein Absolvent der Royal Military Academy Woolwich – und Hauptmann Ian Hamilton zusammen das Spiel in Ootacamund ein, wobei sich Hamilton selbst später davon ausnahm. Der Zeitpunkt der Einführung muss zwischen Chamberlains Ankunft und Mitte Januar 1882 gewesen sein, als die dort stationierten Militärs zu einer Reise durch Indien aufbrachen. Es gibt keine Beweise dafür, dass jenes Snooker vor der vermuteten Erfindung von Chamberlain oder Pretyman gespielt wurde. Dennoch bleibt unklar, warum insbesondere Chamberlain – Pretyman starb 1917 im Alter von 72 Jahren – so lange gewartet hatte, bis er seine Version bekanntgab.

## Ära Joe Davis und Niedergang

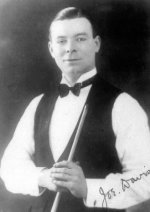
Joe Davis (1901–1978), circa 1920

Vor allem ab den 1880er-Jahren bis hinein in die 1910er-Jahre wurde das Snookerspiel in Großbritannien immer populärer, obwohl verschiedenste Billardclubs und -hallen zunächst kein Set an Snookerbällen beschaffen konnten, bevor die Hersteller die Wirtschaftlichkeit der Produktion bemerkten. Um das Jahr 1910 sind erste Century Breaks verzeichnet, darunter eines vom damaligen Manager der Luciana Hall. Während des Ersten Weltkriegs fanden schließlich bedingt durch die wachsende Anzahl von Spielern erste Amateurturniere statt, bei denen die Ergebnisse von sieben Frames zusammengerechnet wurden. So wurde 1916 die English Amateur Championship eingeführt, die allerdings ein derart niedriges Niveau hatte, dass 1918 der US-Amerikaner H. H. Lukens nach sechs Wochen Übung und unter dem Pseudonym T. N. Palmer das Turnier gewinnen konnte. Bis dahin enthielten die Snookerregeln verschiedene Widersprüche, was unter anderem dadurch bedingt war, dass es verschiedenste lokale Ausprägungen gab. Erst im Jahr 1919 wurden sie erstmals offiziell durch den Billiards Association and Control Council Club (später Billiards Association and Control Council, kurz BA&CC) festgelegt, wobei unter anderem die „re-spotted black“ eingeführt wurde, um sicherzustellen, dass jeder Frame einen Sieger hat. Derweil verbreitete sich der Snookersport nicht zuletzt auch in Südafrika sowie in den weiteren britischen Landesteilen.
Mitte der 1920er-Jahre entwickelte sich Snooker zum dominierenden Billardsport in Großbritannien und löste das English Billiards ab. Das lag auch daran, dass die English-Billiards-Spieler immer besser und ihre Breaks dadurch immer höher und länger wurden, sodass das Interesse am English Billiards sank und das Publikum sich dem Snooker zuwandte. Dabei wurden verschiedene regionale Turniere – wie die bereits erwähnte English Amateur Championship – erstmals ausgetragen und Snookerspiele teils vor mehr als 1000 Zuschauern ausgespielt. Verschiedene Spieler der damaligen Zeit sahen das Potential im Snookersport und forderten das BA&CC zur Austragung eines offenen Snookerturniers auf. Nach einem gemeinsamen Vorschlag von Joe Davis und Bill Camkin wurde im Jahr 1927 schließlich erstmals eine Snookerweltmeisterschaft ausgetragen, die Davis als einer von zehn Teilnehmern mit 20 : 11 nach Frames gegen Tom Dennis gewann. Während entweder Edward James O’Donoghue 1928 im neuseeländischen Auckland oder Sidney Smith im Jahr 1939 bei einem weiteren Turnier mit dem Namen Daily Mail Gold Cup als jeweils erster Spieler eine Total Clearance spielten, gewann Davis sämtliche der fünfzehn ersten Snookerweltmeisterschaften einschließlich der ersten Weltmeisterschaft nach dem Zweiten Weltkrieg. Nach dieser Ausgabe sah Davis von weiteren Teilnahmen an der Snookerweltmeisterschaft ab, wobei er davon abgesehen an anderen Turnieren und „Exhibitions“ teilnahm und sich an der weiteren Entwicklung des Snookersports und dessen Spielgeräten beteiligte. Dadurch verlor die Snookerweltmeisterschaft an Bedeutung, wodurch ein Rückgang des Interesses am Snookersport folgte.
In den 1950er-Jahren wurde die Snookerweltmeisterschaft vor allem von Joe Davis’ jüngerem Bruder Fred dominiert, der ab 1948 insgesamt acht Weltmeisterschaften gewann. Im Jahr 1950 übertrug die BBC erstmals Aufnahmen der damaligen Weltmeisterschaft, bevor es 1952 zu einem Boykott der bisherigen Snookerweltmeisterschaft durch die meisten Spieler kam. Die Spieler trugen mit der heute zumeist als Snookerweltmeisterschaft dieser Jahre anerkannten Professional Matchplay Championship fortan ihr eigenes Turnier aus, das bis zur letzten, von John Pulman gewonnenen Ausgabe im Jahr 1957 stets von Fred Davis gewonnen wurde. Joe Davis spielte derweil Anfang des Jahres 1955 als möglicherweise erster Spieler ein Maximum Break – das höchstmögliche Break im Snooker, das jedoch nach einigen Quellen bereits von Edward James O’Donoghue 1934 gespielt worden war –, bevor er 1956 mit dem Buch How I Play Snooker eine Art Lehrbuch fürs Snookerspiel herausbrachte, das unter anderem großen Einfluss auf den mit ihm nicht verwandten späteren sechsfachen Weltmeister Steve Davis hatte. Nach sieben Jahren ohne Snookerweltmeisterschaft wurde sie durch Rex Williams mit der Erlaubnis des BA&CC als eine Serie sogenannter Challenge Matches zwischen 1964 und 1968 wieder eingeführt. Diese Herausforderungsduelle gewann durchweg John Pulman. Zudem wurde im Jahr 1963 erstmals eine Snooker-Amateurweltmeisterschaft ausgetragen.

## Professionalisierung des Snookersports

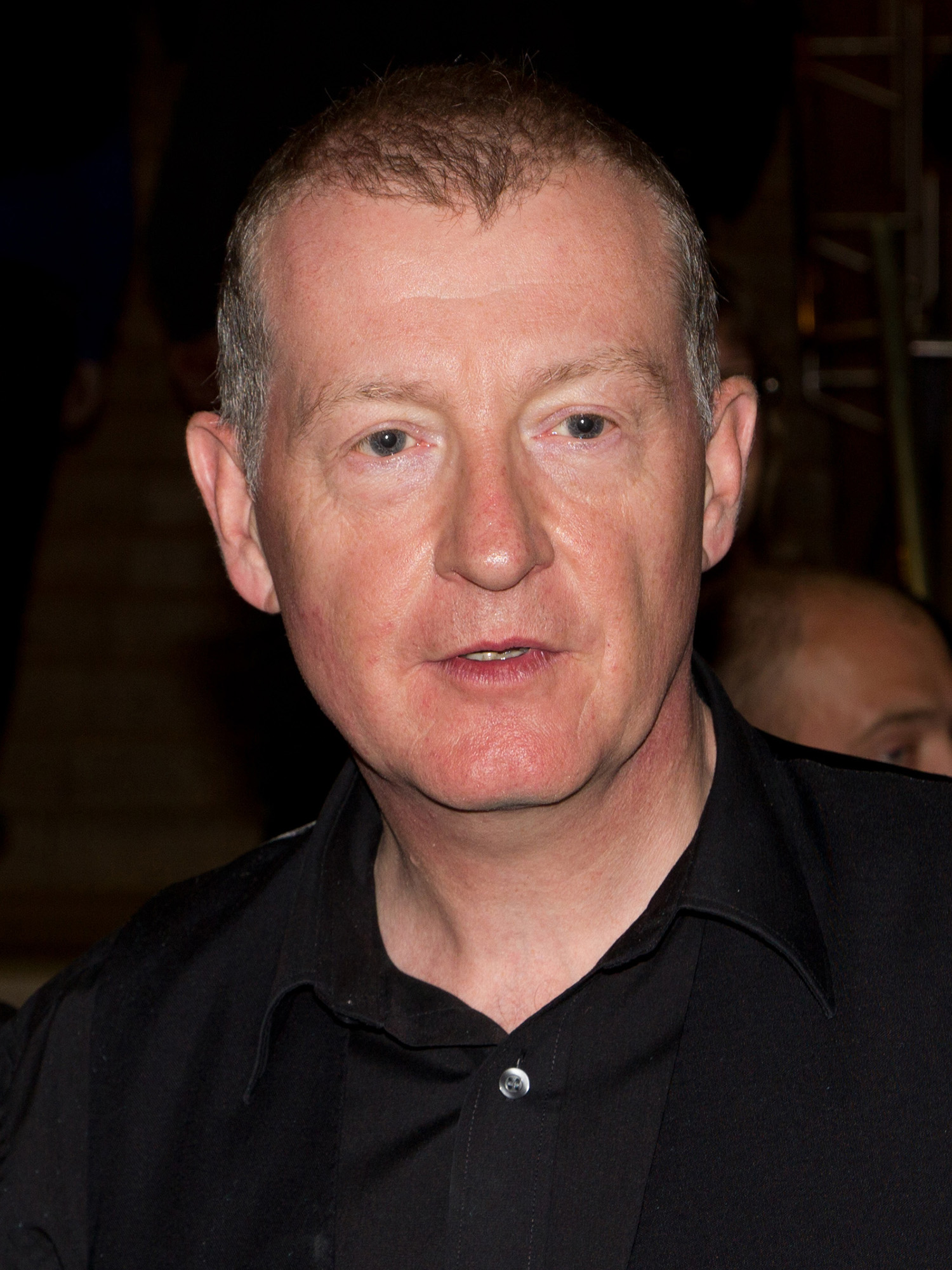
Steve Davis, dominierender Spieler der 1980er-Jahre

Im Jahr 1968 wurde mit der World Professional Billiards & Snooker Association (WPBSA) ein Snooker-Dachverband gegründet. Bereits im nächsten Jahr kehrte die Snookerweltmeisterschaft im K.-o.-System wieder zurück. In diesem Jahr gewann John Spencer das Turnier, dessen überlegener Spieler in den 1970er-Jahren insbesondere aber der Waliser Ray Reardon war.
Im Juli 1969 suchte der Programmdirektor von BBC2, David Attenborough, eine Möglichkeit, die Vorzüge des neuen Farbfernsehens hervorzuheben. Bedingt durch die farbigen Snookerbälle und dadurch, dass Snooker bekannt dafür war, ohne größeren Aufwand aufgezeichnet werden zu können, wurde das Turnier Pot Black eingeführt, das im Anschluss an die Ausspielung als Serie im Fernsehen gezeigt wurde. An der Erstausgabe des Turnieres nahmen insgesamt acht Spieler sowie als Kommentator Ted Lowe teil. Da das Format einen großen Erfolg verzeichnete, wurde es fortgeführt. Damit erlangten verschiedene Teilnehmer große Bekanntheit und ihre Einkünfte stiegen.
Im Jahr 1972 bekam mit Alex Higgins erstmals ein Unterhalter als Snookerspieler mehr Aufmerksamkeit, als er im ersten Versuch die Snookerweltmeisterschaft gewann. Auch dadurch stieg  erneut das Interesse am Snookersport in der Öffentlichkeit und während vor allem Sponsoren aus der Tabakindustrie begannen, sich für Snooker zu interessieren, fing die BBC an, Highlights der jeweiligen Snookerweltmeisterschaft sowie das 1975 eingeführte Einladungsturnier Masters zu übertragen, und baute die Übertragung in den folgenden Jahren kontinuierlich aus. Ein Jahr später wurde erstmals eine Snookerweltrangliste basierend auf den Ergebnissen der Weltmeisterschaft aufgestellt. Im Jahr 1977 fand die Snookerweltmeisterschaft durch Mike Watterson mit dem Crucible Theatre in Sheffield ein festes Zuhause und 1979 kam es durch den Weltmeistertitel von Terry Griffiths erstmals zu einem Sieg eines anderen Spielers außer Spencer, Reardon und Higgins seit einem Jahrzehnt. Bedingt dadurch, dass Griffiths seine erste Profisaison spielte, führte dieser Weltmeistertitel in den folgenden Jahren zu einem Anstieg der Zahl der professionellen Spieler.
Nachdem 1980 mit dem Kanadier Cliff Thorburn erstmals ein Spieler aus Übersee Weltmeister geworden war, wurden die 1980er-Jahre spielerisch von Steve Davis mit dem ersten offiziell anerkannten Maximum Break beim Classic 1982 sowie insgesamt sechs Weltmeistertiteln und darüber hinaus unternehmerisch von Davis’ Manager Barry Hearn und seinem Unternehmen Matchroom Sport beherrscht, die zahlreiche Spieler unter Vertrag nahmen und eigens ausgetragene Snookerturniere weltweit veranstalteten. In diesen Jahren erlebte der Snookersport einen gewaltigen Aufschwung. Neben der BBC übertrug jetzt auch der Privatsender ITV Snookerturniere und die Einschaltquoten erreichten Rekordhöhen. So schauten während des Endspiels der Snookerweltmeisterschaft 1985 über 18,5 Millionen Briten wenige Minuten nach Mitternacht zu, wie Dennis Taylor gegen Steve Davis durch das Lochen der letzten Schwarzen im Endspiel auf die Farben des allerletzten Frames der Partie diesen und damit auch das Spiel mit 18 : 17 gewann. Dadurch wurden verschiedene neue und teils mittlerweile überbotene Rekorde, beispielsweise für die höchste Einschaltquote nach Mitternacht oder für eine Sportübertragung in Großbritannien, aufgestellt. Davis gewann mit den Ausnahmen vom zweiten Weltmeistertitel seitens Alex Higgins 1982 und dem WM-Titel von Joe Johnson 1986 alle weiteren WM-Turniere der 1980er-Jahre. Somit wurde Snooker im Lauf der Zeit zu einem erfolgreich vermarkteten Sport.

## Öffnung der Profitour und erstes Jahrzehnt im neuen Jahrhundert

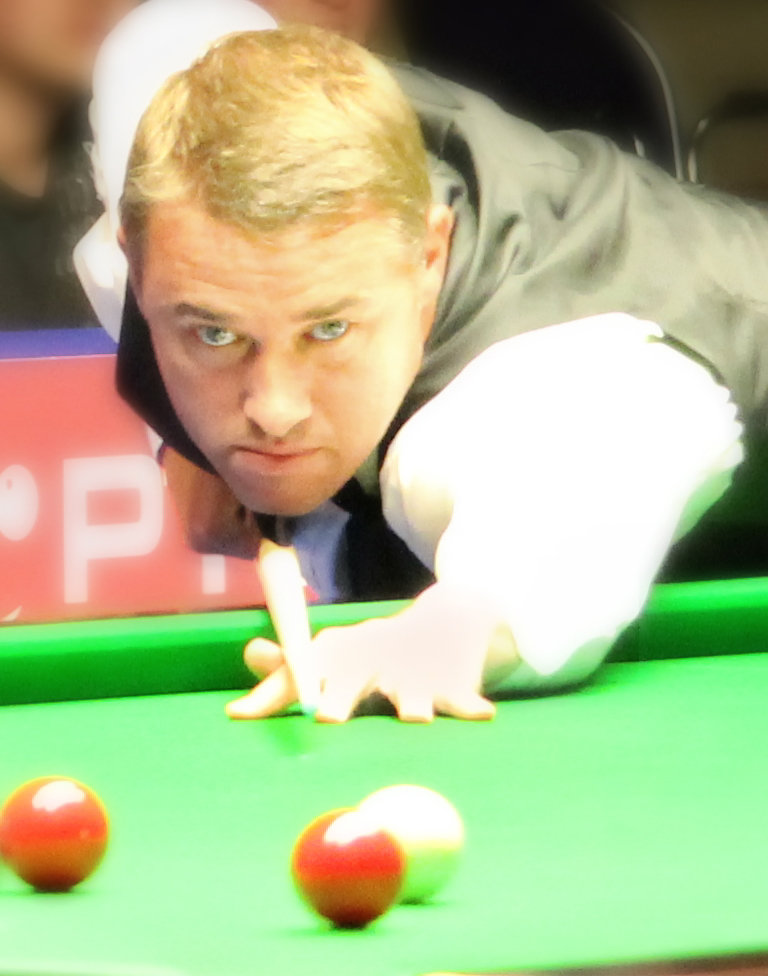
Stephen Hendry prägte die 1990er-Jahre

Während Davis bis zum Ende der 1980er-Jahre unschlagbar schien, löste ihn in der Rolle als überlegener Spieler zum Start ins neue Jahrzehnt der Schotte Stephen Hendry ab, der zwischen 1990 und 1999 insgesamt sieben Weltmeisterschaften gewann und auch darüber hinaus zahlreiche Rekorde aufstellte. Während des gleichen Zeitraums fand das Publikum mit Jimmy White neben Alex Higgins einen weiteren Liebling, als Ersterer zwischen 1984 und 1994 in sechs WM-Endspielen stand und jedes Mal – zumeist Stephen Hendry – unterlag. Trotz der Konkurrenz zu White sowie zu John Parrott und in Teilen auch zu Ken Doherty und Peter Ebdon galt Hendry in den 1990er-Jahren als beherrschender Spieler.

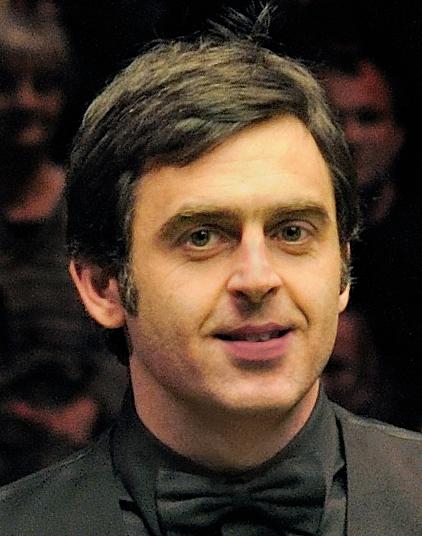
Der Engländer Ronnie O’Sullivan gilt als einer der besten Spieler aller Zeiten

Inzwischen wurde zur Saison 1991/92 die Profitour seitens der WPBSA für alle Spieler geöffnet, die bereit waren, ein Startgeld zu bezahlen, wodurch die Teilnehmerzahlen bei den Turnieren bis auf über 700 Spieler anstiegen. Ein Jahr nach der Öffnung kam eine später auch als goldener Jahrgang bezeichnete Gruppe dreier Spieler auf die Tour, bestehend aus dem Engländer Ronnie O’Sullivan, dem Schotten John Higgins und dem Waliser Mark Williams. Während O’Sullivan eine Woche vor seinem 18. Geburtstag die UK Championship gewann und bei der Snookerweltmeisterschaft 1997 gegen Mick Price das schnellste bisherige Maximum Break spielte, aber durch private Probleme erst im neuen Jahrzehnt erste WM-Titel gewinnen konnte, galt Higgins bereits früh als regelmäßiger Turniersieger, der von Williams vor allem rund um die Jahrtausendwende unter Druck gesetzt wurde. Alle drei Spieler gewannen mehrmals die Weltmeisterschaft, so O’Sullivan siebenmal, Higgins viermal und Williams insgesamt dreimal. Zwischen 1998 und 2013 gewannen sie elf der sechzehn Weltmeisterschaften. Am 5. Februar 1998 wurde zudem die World Confederation of Billiard Sports als Billard-Weltverband offiziell vom Internationalen Olympischen Komitee anerkannt und ist seitdem Mitglied der Association of IOC Recognised International Sports Federations.
In den ersten Jahren des neuen Jahrtausends entwickelte sich der Snookersport zu einem Sport mit globalem Ausmaß. Auch wenn schon ab den 1960er-Jahren in verschiedenen Ländern der Welt, vor allem in Australien und Kanada, Turniere gespielt und seit 2001 Snooker und weitere Billardvarianten Teil der World Games wurden, gab es zum einen in Asien einen Snookerboom, nachdem der junge Chinese Ding Junhui die China Open und die UK Championship gewinnen konnte, der zum anderen weltweit von Eurosport unterstützt wurde, die die Übertragungsrechte für jedes wichtige Snookerturnier erlangten. Auch durch verschiedene Spieler wie den Australier und Weltmeister von 2010 Neil Robertson oder den Publikumsliebling Paul Hunter wurde dieses Wachstum an globaler Popularität unterstützt, doch tatsächlich befand sich der Sport in den 2000ern in einer wirtschaftlichen Krise. Zunächst entfielen durch das britische Verbot von Tabakwerbungen wichtige Sponsoren von Snookerturnieren, gleichzeitig entstand auf dem Sportmarkt neue, bessere kommerzialisierte Konkurrenz wie durch die in den 1990ern gegründete Premier League. Dadurch sank das öffentliche Interesse, was wiederum zu sinkenden Einschaltquoten führte. Somit griffen auch die Medien Snooker immer seltener auf. Gleichzeitig galt die Leitung des Weltverbandes als nicht gerade allzu begabt darin, diese Probleme zu lösen. Letztendlich führte dies alles dazu, dass die Anzahl der Profiturniere genauso wie die Preisgelder sank und damit die Lebensgrundlage vieler Profispieler zu verschwinden drohte.
Anfang der 2000er-Jahre versuchte Ian Doyles Unternehmen 110sport eine Konkurrenz zur eigentlichen Profitour zu bilden, was der Weltverband unter anderem durch Bonuszahlungen an die damaligen Profispieler verhinderte.

## Die Hearn-Revolution ab 2009

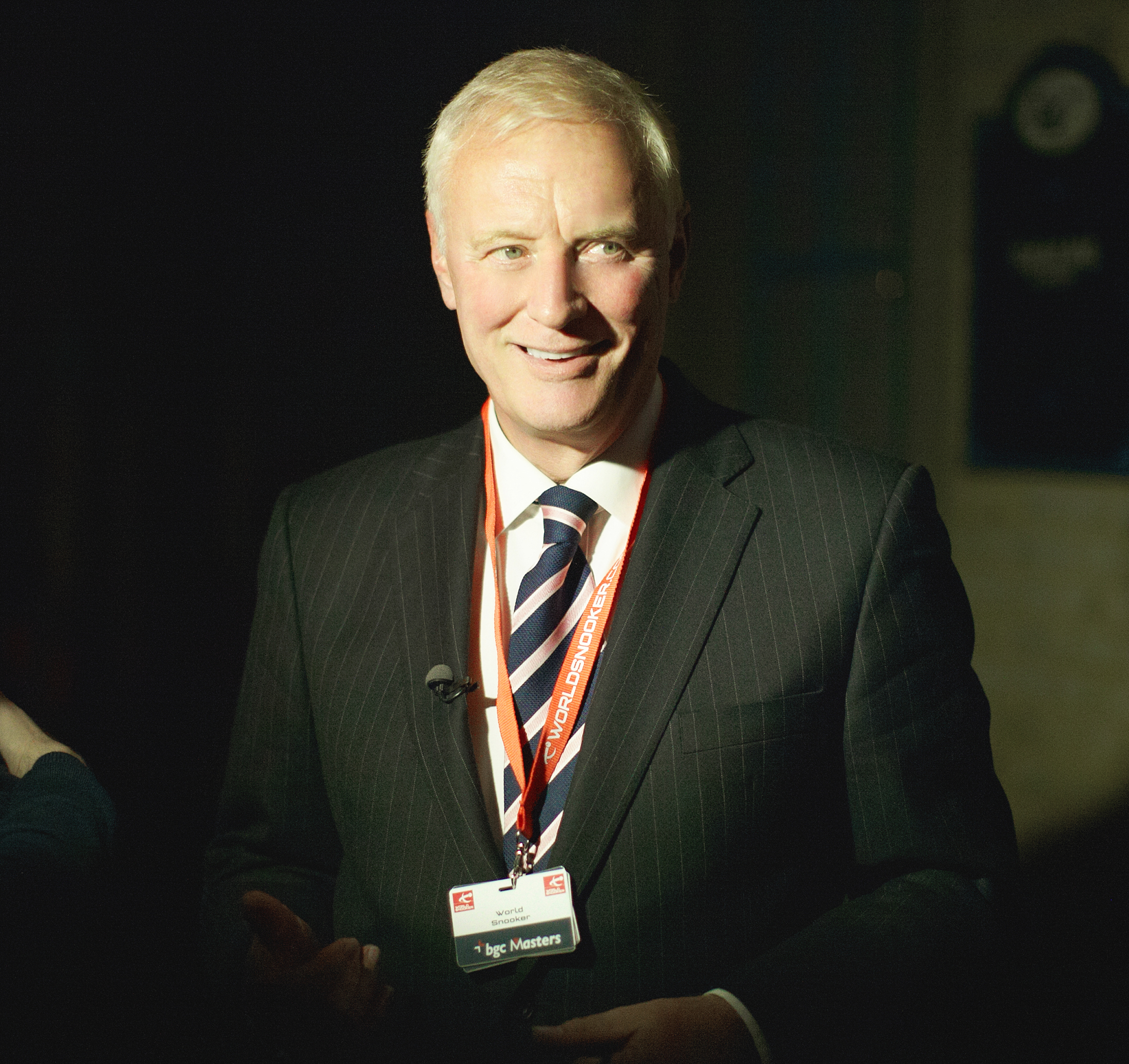
Revolutionierte ab 2009 den Snookersport: Barry Hearn

Wegen des wachsenden Unmuts der Spieler, weil durch die stark gesunkene Zahl von Ranglistenturnieren ihre Einnahmen aus dem Snooker zu gering geworden waren, stellte der damalige Vorsitzende der WPBSA, Sir Rodney Walker, im Dezember 2009 einen Misstrauensantrag, der mit 32 : 24 für seine Abwahl endete. Kurz danach wurde trotz des Unbehagens einiger Spieler mit einem knappen Votum Barry Hearn, der mit seinem Unternehmen Matchroom Sport die 1980er-Jahre des Snookers dominiert hatte, als neuer Vorsitzender der WPBSA gewählt. In den folgenden Jahren etablierte Hearn – der bereits 2010 zugunsten von Jason Ferguson den WPBSA-Vorsitz abgab und dafür Vorsitzender des kommerziellen Arms der WPBSA, World Snooker, wurde – mit der Players Tour Championship eine Turnierserie mit zahlreichen Turnieren in Europa und Asien und erhöhte zugleich die Anzahl der Weltranglistenturniere von sechs auf über zwanzig. Diese Turniere wurden in zahlreichen Ländern der Welt, vor allem in Mitteleuropa und Asien, ausgetragen. Dadurch wurde der Markt derart gesättigt, dass Hearn beziehungsweise der Weltverband in einer deutlich besseren Verhandlungsposition lag. Zudem wurde eine neue Form der Snookerweltrangliste eingeführt und die Preisgelder für die Turniere zumeist deutlich erhöht. Zudem gibt es Bestrebungen, dass Snooker als olympische Sportart anerkannt wird.